# Generalgouvernement Sachsen
Das Generalgouvernement Sachsen (offiziell: General-Gouvernement der Hohen Verbündeten Mächte) war eine Verwaltungseinheit im Rahmen des Zentralverwaltungsdepartements der antinapoleonischen Alliierten in den Jahren 1813 bis 1815.

## Geschichte
Der sächsische König Friedrich August I. wurde wegen seiner anhaltenden Unterstützung Napoleons nach der Niederlage des Kaisers in der Völkerschlacht bei Leipzig gefangen genommen und im Schloss Friedrichsfelde interniert. Die Verwaltung des Königreichs Sachsen wurde dem Zentralverwaltungsdepartement unter dem Freiherrn vom Stein übertragen. Dieser richtete am 21. Oktober 1813 als erste Behörde ihrer Art das Generalgouvernement Sachsen ein.
Die Leitung übernahm zunächst der russische General Nikolai Grigorjewitsch Repnin-Wolkonski. Der Gouvernementsrat bestand aus russischen, preußischen und in der Mehrzahl sächsischen Beamten. Die sächsischen Beamten mussten der neuen Ordnung Treue schwören oder wurden entlassen. Die Geschäftsordnung orientierte sich an der nach 1808 reformierten preußischen Verwaltung. Als Generalsekretär als Vertreter des Zentralverwaltungsdepartements ernannte vom Stein den späteren preußischen Kultusminister Johann Albrecht Friedrich von Eichhorn.
Als Unterbehörden wurden Generalkommissarien eingesetzt. In das Generalgouvernement eingegliedert wurden auch die Fürstentümer Altenburg, Reuß, Schwarzburg-Rudolstadt und Schwarzburg-Sondershausen.
Die Politik des Generalgouverneurs war auf den Anschluss Sachsens an Preußen gerichtet. Demonstrativ ließ er das Gebet für das sächsische Königshaus streichen oder die Zensur für königstreue Äußerungen befehlen. Diese Maßnahmen verstärkten in der Bevölkerung die Stimmung zu Gunsten des gefangenen Monarchen. Negativ wirkte sich auch das schlechte Benehmen der russischen Truppen aus, was zu Auseinandersetzungen zwischen Sachsen und Russen führte.
Der Generalgouverneur und seine Verwaltung bemühten sich nach den Kriegswirren wieder geordnete Zustände zu schaffen. Weite Teile des Landes waren durch die Kriegsfolgen verheert. Zur Behebung der unmittelbaren Not wurde eine Hilfs- und Wiederherstellungskommission gegründet.
Außerdem wurde die Finanzlage Sachsen stabilisiert sowie eine neue Polizeiverfassung geschaffen. Die Frauenkirche wurde in dieser Zeit restauriert, der Große Garten für die Bevölkerung geöffnet, die königlichen Sammlungen öffentlich zugänglich gemacht oder zerstörte Brücken (wie die Augustusbrücke, damals die einzige Dresdner Elbbrücke) wiederhergestellt. Auch wurde die Chirurgisch-Medizinische Akademie 1813 in Leipzig gegründet. In Dresden entstand eine Industrieschule. Durch verschiedene Maßnahmen versuchte Repnin-Wolkonski Dresden zum Zentrum der deutschen Kunst zu machen.
Die sächsische Armee wurde wiederhergestellt und Landwehr und Landsturm gebildet. Daneben wurde mit dem Banner der freiwilligen Sachsen ein Freikorps aufgestellt. Sächsische Truppen machten den weiteren Verlauf der Befreiungskriege mit. Neben Truppen hatte Sachsen auch Kontributionen leisten.
Im November 1814 wurde die Leitung des Generalgouvernements an den preußischen Minister Eberhard von der Recke übertragen. Nach der endgültigen Niederlage Napoleons konnte der König zurückkehren. Dieser hat verschiedene Reformen aus der Zeit des Generalgouvernements später wieder rückgängig gemacht. Auf dem Wiener Kongress wurde bestimmt, dass Sachsen einen großen Teil des Landes an Preußen abtreten musste. Damit endete auch die Phase des Generalgouvernements.